# Hulithotlu, Hiriyur
Hulithotlu là một làng thuộc tehsil Hiriyur, huyện Chitradurga, bang Karnataka, Ấn Độ.